# Romy Müller
Romy Müller (născută Schneider; n. 26 iulie 1958, Lübbenau, Brandenburg, Germania) este o atletă ce a reprezentat Republica Democrată Germană, medaliată olimpică. A participat la o ediție a Jocurilor Olimpice (1980) în care a câștigat medalia de aur în proba de 4x100 de metri.

## Palmares
| An   | Competiție        | Locație                      | Loc | Eveniment | Note  |
| ---- | ----------------- | ---------------------------- | --- | --------- | ----- |
| 1977 | Cupa Europei      | Helsinki, Finlanda           | 1   | 4 × 100 m | 42,62 |
| 1977 | Cupa Mondială     | Düsseldorf, Germania de Vest | 2   | 4 × 100 m | 42,65 |
| 1979 | Cupa Europei      | Torino, Italia               | 1   | 4 × 100 m | 42,09 |
| 1979 | Cupa Mondială     | Montréal, Canada             | 2   | 4 × 100 m | 42,32 |
| 1980 | Jocurile Olimpice | Moscova, Uniunea Sovietică   | 5   | 100 m     | 11,16 |
| 1980 | Jocurile Olimpice | Moscova, Uniunea Sovietică   | 4   | 200 m     | 22,47 |
| 1980 | Jocurile Olimpice | Moscova, Uniunea Sovietică   | 1   | 4 × 100 m | 41,60 |